# 印度民主青年联合会
印度民主青年联合会（英語：Democratic Youth Federation of India，缩写为DYFI）是印度共产党（马克思主义）的青年翼。该组织成立于1980年。该组织以马克思列宁主义为指导思想。该组织的主席是M. B. Rajesh，总书记是Abhoy Mukherjee。该组织的总部位于喀拉拉邦。该组织是世界民主青年联盟的成员。